# Сировий потік
Сировий потік (словац. Syrový potok) — річка; притока Собранецького потоку, протікає в окрузі Собранці.
Довжина приблизно 9,4—10,0 км. Витік знаходиться в масиві Вигорлат; схил гори Попрічний Верх — на висоті приблизно 870 метрів.
Протікає територією сіл Хоньковце і Конюш.. Впадає в Собранецький потік на висоті приблизно 205—207 метрів.